# 17 серпня
17 серпня  — 229-й день року (230-й у високосні роки) у григоріанському календарі. До кінця року залишається 136 днів.

## Свята та пам'ятні дні

### Національні
- Габон: День Незалежності. (1960)
- Індонезія: День Проголошення Незалежності. (1945)
- Аргентина: День пам'яті генерала Сан-Мартіна.
- Колумбія: День інженера.
- Болівія: День прапора.

### Релігійні

#### Християнство
Католицизм
- День Святого Гіацинта, Апостола Слов'ян.

Православ'я
- Мученика Мирона, пресвітера.
- Преподобного Аліпія, іконописця Києво-Печерського, в Ближніх печерах.
- Мучеників Павла, Юліанії та інших.
- Мучеників Фірса, Левкія, Короната і воїнів їхніх.
- Мученика Патрокла.
- Мучеників Стратона, Филипа, Євтихіана і Кипріана.

## Події

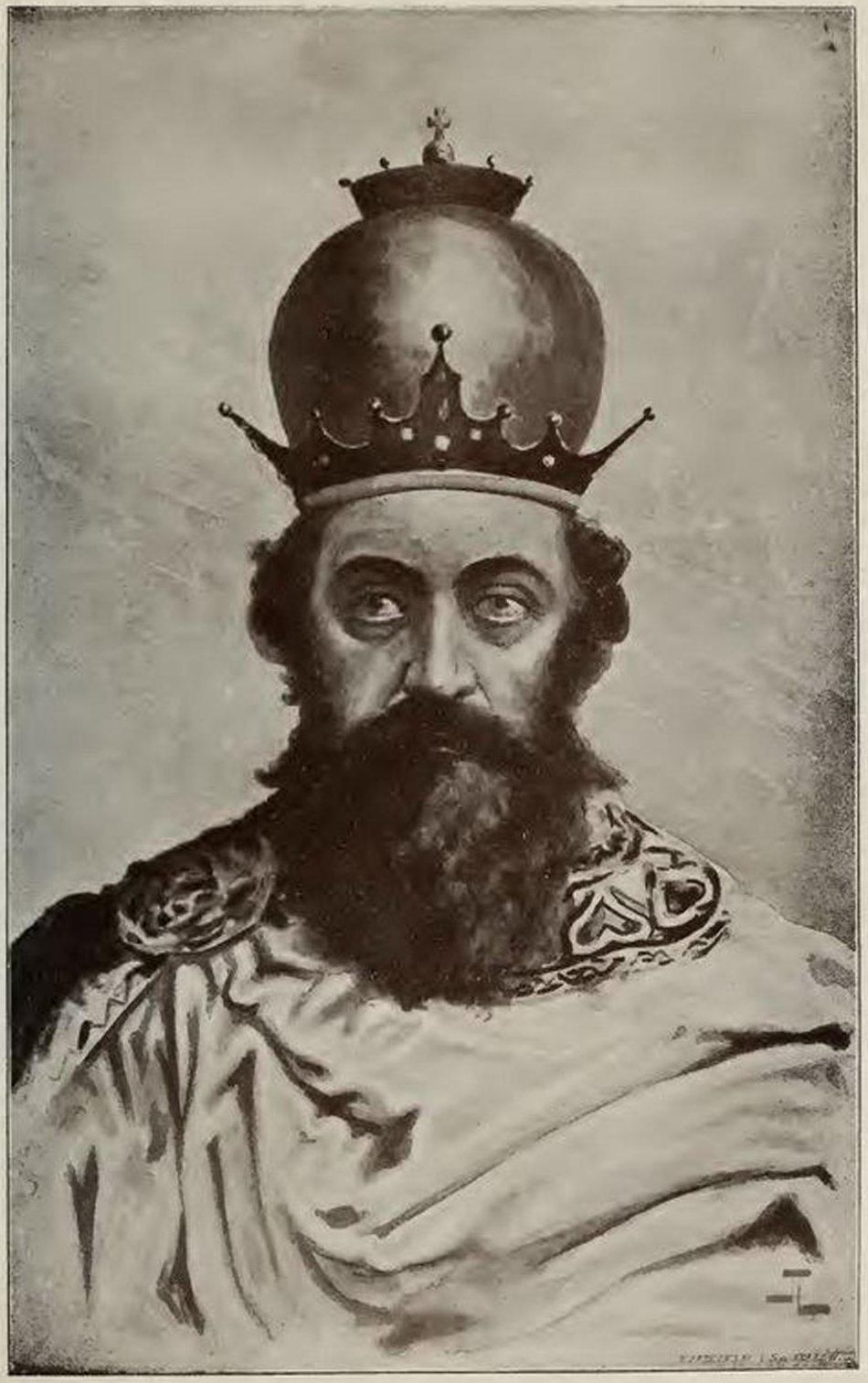
Данило Галицький

Прапор Донеччини

- 1245 — у битві поблизу галицького міста Ярослава Данило Романович розгромив угорське військо і покінчив з боярським спротивом у Галицько-Волинському князівстві.
- 1502 — Христофор Колумб проголосив Гондурас іспанською територією.
- 1771 — британський хімік Джозеф Прістлі встановив, що рослини виділяють кисень.
- 1896 — початок золотовидобування на Клондайку: Джордж Кармак закріпив за собою права на ділянку Кролячого струмка, дрібну притоку річки Клондайк, перейменувавши його в струмок Удачі (Bonanza Creek).
- 1908 — вийшов на екрани перший анімаційний фільм «Фантасмагорія» (Fantasmagorie) французького художника-карикатуриста Еміля Коля.
- 1914 — у Львові створено українську національну військову формацію — легіон Українських Січових Стрільців.
- 1916 — Румунське королівство приєдналося до Антанти під час Першої світової війни
- 1918 — гетьман Павло Скоропадський встановив в Українській Державі 8-годинний робочий день
- 1919 — Чорноморський полк під командою Євгена Царенка 3-ї Залізної дивізії Армії УНР здобув станцію Рудниця на залізниці, що вела до Одеси.
- 1920 — закінчилася Варшавська битва, на фронті стався перелом і Червона армія під ударами польсько-українського війська покотилася на схід.
- 1933 — випробувана перша радянська ракета на рідинному паливі.
- 1940 — Адольф Гітлер проголошує повну блокаду Великої Британії.
- 1941 — розпочалася депортація жителів Кримського півострова німецької національності, до 20 серпня було виселено 50 тисяч осіб.
- 1945 — Індонезія проголосила незалежність від Нідерландів.
- 1946 — початок громадянської війни у Королівстві Греція.
- 1950 — Сполучені Штати Індонезії перетворюються на унітарну державу.
- 1953 — перша зустріч Анонімних Наркоманів у Південній Каліфорнії.
- 1958 — китайський політичний лідер Мао Цзедун проголосив початок політики «великого стрибка».
- 1960 — Ґабон декларує незалежність від Франції.
- 1962 — перший вбитий за спробу перетину Берлінської стіни. Прикордонники Східної Німеччини вбили 18-річного Пітера Фетчара.
- 1969 — львівські «Карпати» стали володарями кубку СРСР.
- 1982 — Royal Philips Electronics (PHG) створило перший компакт диск.
- 1991 — відзнято відеокліп на пісню гурту Nirvana «Smells Like Teen Spirit».
- 1995 — вокаліст гурту Depeche Mode Девід Геан здійснив спробу самогубства.
- 1998 — Уряд Російської Федерації проголошує дефолт.
- 1999 — затверджено прапор Донецької області.
- 2009 — англійська Вікіпедія перетнула рубіж у 3 мільйони статей.
- 2011 — на навколоземну орбіту вивели український супутник «Січ-2» (супутник оптико-електронного спостереження Землі; 3-й із серії супутників «Січ»).

## Народились

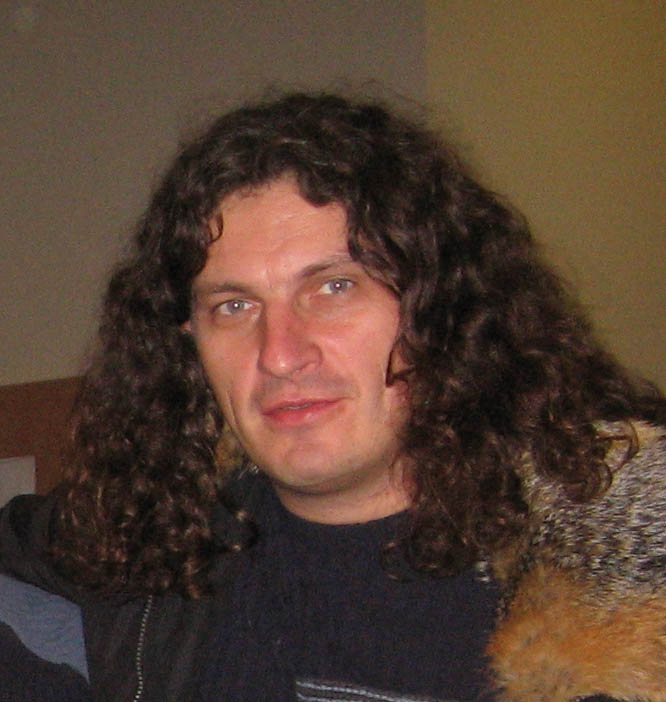
Андрій Кузьменко

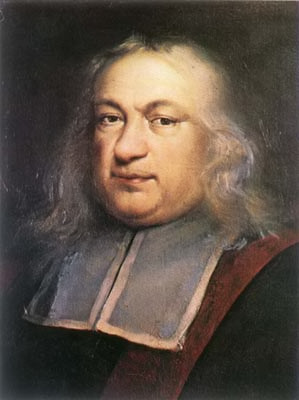
П'єр Ферма

Дивись також Категорія:Народились 17 серпня
- 1578 — Франческо Альбані, італійський художник.
- 1601 — П'єр Ферма, французький математик.
- 1612 — Ярема Вишневецький, князь Лубен і Вишнівця, руський воєвода.
- 1629 — Ян III Собеський (Jan III Sobieski), польський король.
- 1695 — Густав Лундберг, шведський художник-портретист.
- 1778 — Варлі Джон (художник), англійський художник-аквареліст і астролог.
- 1822 — Адольф Авріль (д'Авріль), французький публіцист, перекладач і дипломат.
- 1839 — Маттейс Маріс, голландський художник, графік і літограф. Брат художників Якоба Маріса і Віллема Маріса.
- 1935 — Віктор Малинка, український художник, член Спілки художників України.
- 1942 — Муслім Магомаєв, (пом. 2008), радянський естрадний та оперний співак.
- 1943 — Роберт де Ніро, американський актор.
- 1955 — Ігор Смешко, український військово-політичний діяч, лідер партії «Сила і Честь» .
- 1960 — Шон Пенн, американський актор та режисер.
- 1968 — Андрій Кузьменко (пом. 2015), також «Кузьма Скрябін», телеведучий, соліст гурту «Скрябін»
- 1977 — Тьєррі Анрі, французький футболіст.
- 1993 — Йоганнес Гайс, німецький футболіст.
- 1994 — Таїсса Фарміґа, американська акторка українського походження, молодша сестра акторки й режисерки Віри Фарміґи.

## Померли
Дивись також Категорія:Померли 17 серпня
- 1114 — Алімпій Печерський (Аліпій; Олімпій), київський мозаїст і живописець, монах Києво-Печерського монастиря (н.бл. 1050).
- 1786 — Фрідріх II, король Пруссії.
- 1893 — Джон Вільям Касільєр, американський гравер і художник-пейзажист.
- 1916 — Умберто Боччоні, італійський художник, скульптор, теоретик футуризму.
- 1939 — Степан Смаль-Стоцький, український мовознавець і педагог, визначний громадсько-політичний, культурний і економічний діяч Буковини.Іван Боберський (1914)
- 1947 — Іван Боберський, видатний діяч західноукраїнського фізкультурно-спортивного руху кінця XIX — першої половини XX ст., організатор сокільсько-січового руху, автор назви «Пласт», сприяв становленню Пласту.
- 1963 — Річард Бартелмесс, американський кіноактор і продюсер.
- 1969 
  - Отто Штерн, німецький та американський фізик, лауреат Нобелівської премії з фізики.
  - Людвіг Міс ван дер Рое, німецько-американський архітектор-модерніст і дизайнер.
- 1982 — Ігор Шамо, український композитор, заслужений діяч мистецтв, народний артист України.
- 1983 — Сіді Таль, популярна українська співачка та акторка єврейського походження.
- 1987 — Кларенс Браун, американський кінорежисер і продюсер.
- 1987 — Рудольф Гесс, державний і політичний діяч Німеччини.
- 2010 — Франческо Коссіґа, італійський політик, голова Ради міністрів Італії (1979—1980), Президент країни (1985—1992).
- 2010 — Олесь Ульяненко, український письменник, лауреат малої Шевченківської премії 1997 року.

## Іменини
- Православні: Антон, Денис, Євдокія, Костянтин, Іван, Максиміліан
- Католицькі: Клара